# Leichtathletik-Südamerikameisterschaften 1939
Die XI. Leichtathletik-Südamerikameisterschaften fanden vom 25. bis zum 28. Mai 1939 in Lima statt. Erstmals standen auch neun Wettbewerbe für Frauen auf dem Programm, die ersten beiden Siegerinnen kamen aus Chile. Insgesamt nahmen sieben Länder teil, Ecuador war zum ersten Mal dabei und gewann auch seine ersten Medaillen. Erfolgreichste Athleten waren die Brasilianer José de Assis und Sylvio Padilha mit je zwei Einzel- und zwei Staffelsiegen; erfolgreichste Athletin war die Argentinierin Lelia Spuhr mit zwei Siegen sowie je einem zweiten und dritten Platz.

## Männerwettbewerbe
Die Mannschaftswertung gewann bei den Männern Brasilien mit 104 Punkten vor den Chilenen mit 96 Punkten und den Argentiniern mit 55 Punkten. Die peruanischen Gastgeber erhielten 35 Punkte und Uruguay 6 Punkte. Ecuador und Bolivien erhielten keine Punkte.

### 100-Meter-Lauf Männer
| Platz | Athlet             | Land | Zeit   |
| ----- | ------------------ | ---- | ------ |
| 1     | José de Assis      | BRA  | 10,6 s |
| 2     | Roberto Valenzuela | CHI  | 10,8 s |
| 3     | Eulogio Higueras   | PER  | 10,9 s |

Finale: 27. Mai

### 200-Meter-Lauf Männer
| Platz | Athlet             | Land | Zeit   |
| ----- | ------------------ | ---- | ------ |
| 1     | José de Assis      | BRA  | 21,4 s |
| 2     | Roberto Valenzuela | CHI  | 21,9 s |
| 3     | Jaime Slullitel    | ARG  | 22,0 s |

Finale: 28. Mai

### 400-Meter-Lauf Männer
| Platz | Athlet         | Land | Zeit   |
| ----- | -------------- | ---- | ------ |
| 1     | Sylvio Padilha | BRA  | 49,1 s |
| 2     | Antonio Cuba   | PER  | 49,4 s |
| 3     | Raúl Muñoz     | CHI  | 49,6 s |

Finale: 27. Mai

### 800-Meter-Lauf Männer
| Platz | Athlet           | Land | Zeit       |
| ----- | ---------------- | ---- | ---------- |
| 1     | Luis Espinoza    | PER  | 1:55,6 min |
| 2     | Luis Elorga      | ARG  | 1:56,3 min |
| 3     | Guillermo García | CHI  | 1:56,3 min |

Finale: 28. Mai

### 1500-Meter-Lauf Männer
| Platz | Athlet           | Land | Zeit       |
| ----- | ---------------- | ---- | ---------- |
| 1     | Miguel Castro    | CHI  | 3:57,6 min |
| 2     | Guillermo García | CHI  | 3:58,6 min |
| 3     | Juan Herrera     | ARG  | 4:01,8 min |

Finale: 25. Mai

### 5000-Meter-Lauf Männer
| Platz | Athlet         | Land | Zeit        |
| ----- | -------------- | ---- | ----------- |
| 1     | Miguel Castro  | CHI  | 15:06,0 min |
| 2     | Roger Ceballos | ARG  | 15:09,8 min |
| 3     | Ubaldo Ibarra  | ARG  | 15:12,2 min |

Finale: 25. Mai

### 10.000-Meter-Lauf Männer
| Platz | Athlet              | Land | Zeit        |
| ----- | ------------------- | ---- | ----------- |
| 1     | Roger Ceballos      | ARG  | 31:48,0 min |
| 2     | Raul Ibarra         | ARG  | 31:53,6 min |
| 3     | Ezequiel Bustamente | ARG  | 31:57,4 min |

Finale: 27. Mai

### Straßenlauf Männer
| Platz | Athlet           | Land | Zeit |
| ----- | ---------------- | ---- | ---- |
| 1     | Manuel Ramírez   | CHI  |      |
| 2     | Julio Montecinos | CHI  |      |
| 3     | Segundo Rosas    | CHI  |      |

Finale: 28. Mai, Streckenlänge 32 km

### Crosslauf Männer
| Platz | Athlet         | Land | Zeit |
| ----- | -------------- | ---- | ---- |
| 1     | Manuel Carreño | CHI  |      |
| 2     | Raul Ibarra    | ARG  |      |
| 3     | Domingo Ticona | PER  |      |

Finale: 26. Mai

### 110-Meter-Hürdenlauf Männer
| Platz | Athlet         | Land | Zeit   |
| ----- | -------------- | ---- | ------ |
| 1     | Alfredo Mendes | BRA  | 15,0 s |
| 2     | Mário da Cunha | BRA  | 15,6 s |
| 3     | Hélio Pereira  | BRA  | 15,6 s |

Finale: 26. Mai

### 400-Meter-Hürdenlauf Männer
| Platz | Athlet           | Land | Zeit   |
| ----- | ---------------- | ---- | ------ |
| 1     | Sylvio Padilha   | BRA  | 53,6 s |
| 2     | Marcelo Julca    | PER  | 55,0 s |
| 3     | Roberto González | ARG  | 55,5 s |

Finale: 28. Mai

### 4-mal-100-Meter-Staffel Männer
| Platz | Athleten                                                            | Land | Zeit   |
| ----- | ------------------------------------------------------------------- | ---- | ------ |
| 1     | Guilherme Puschnick Marcio de Oliveira Sylvio Padilha José de Assis | BRA  | 42,1 s |
| 2     | Alejandro Gonzalez Roberto Valenzuela Juan Hoelzel John Sutton      | CHI  | 42,4 s |
| 3     | Jaime Slullitel Raul Cahene Antonio Fondevilla Ferraz               | ARG  | 42,4 s |

Finale: 28. Mai

### 4-mal-400-Meter-Staffel Männer
| Platz | Athleten                                                 | Land | Zeit       |
| ----- | -------------------------------------------------------- | ---- | ---------- |
| 1     | Emilio Elias Sylvio Padilha Antonio Damaso José de Assis | BRA  | 3:19,0 min |
| 2     | Alberto Montaña Marino Cid Roberto González Rafael Lopez | ARG  | 3:19,8 min |
| 3     | Felipe Gomez Roberto Yakota Reyes Raúl Muñoz             | CHI  | 3:20,2 min |

Finale: 27. Mai

### 3000-Meter-Mannschaftslauf Männer
| Platz | Athlet                               | Land | Zeit |
| ----- | ------------------------------------ | ---- | ---- |
| 1     | Miguel Castro Guillermo García Pavez | CHI  |      |
| 2     | Ubaldo Ibarra Roger Ceballos NN      | ARG  |      |
| 3     |                                      | BRA  |      |

Finale: 26. Mai
Schnellster Läufer war Miguel Castro in 8:42,4 Minuten.

### Hochsprung Männer
| Platz | Athlet       | Land | Höhe   |
| ----- | ------------ | ---- | ------ |
| 1     | Julio Mera   | PER  | 1,85 m |
| 2     | Icaro Mello  | BRA  | 1,85 m |
| 3     | Carlos Pinto | BRA  | 1,85 m |

Finale: 25. Mai
Auch der Viertplatzierte, Alfredo Mendes aus Brasilien, übersprang 1,85 Meter.

### Stabhochsprung Männer
| Platz | Athlet           | Land | Höhe   |
| ----- | ---------------- | ---- | ------ |
| 1     | Erwin Reimer     | CHI  | 3,85 m |
| 2     | Luís Taliberti   | BRA  | 3,80 m |
| 3     | Fernando Montero | CHI  | 3,80 m |

Finale: 26. Mai

### Weitsprung Männer
| Platz | Athlet             | Land | Weite  |
| ----- | ------------------ | ---- | ------ |
| 1     | Márcio de Oliveira | BRA  | 7,29 m |
| 2     | Guillermo Dyer     | PER  | 7,25 m |
| 3     | Carlos Iturre      | PER  | 6,97 m |

Finale: 27. Mai

### Dreisprung Männer
| Platz | Athlet         | Land | Weite    |
| ----- | -------------- | ---- | -------- |
| 1     | Oscar Bringas  | PER  | 15,215 m |
| 2     | Néstor Tenorio | ARG  | 15,19 m  |
| 3     | Carlos Pinto   | BRA  | 14,40 m  |

Finale: 26. Mai

### Kugelstoßen Männer
| Platz | Athlet             | Land | Weite    |
| ----- | ------------------ | ---- | -------- |
| 1     | Francisco Scabello | BRA  | 13,88 m  |
| 2     | Karsten Brodersen  | CHI  | 13,585 m |
| 3     | Carmine di Giorgio | BRA  | 13,55 m  |

Finale: 27. Mai

### Diskuswurf Männer
| Platz | Athlet            | Land | Weite    |
| ----- | ----------------- | ---- | -------- |
| 1     | Bento Barros      | BRA  | 44,47 m  |
| 2     | Karsten Brodersen | CHI  | 41,545 m |
| 3     | Antonio Giusfredi | BRA  | 41,39 m  |

Finale: 25. Mai

### Hammerwurf Männer
| Platz | Athlet             | Land | Weite    |
| ----- | ------------------ | ---- | -------- |
| 1     | Juan Fusé          | ARG  | 49,77 m  |
| 2     | Assis Naban        | BRA  | 49,05 m  |
| 3     | Antonio Barticevic | CHI  | 47,735 m |

Finale: 26. Mai

### Speerwurf Männer
| Platz | Athlet          | Land | Weite    |
| ----- | --------------- | ---- | -------- |
| 1     | Egon Falkenberg | BRA  | 62,84 m  |
| 2     | Luiz Pagliari   | BRA  | 60,14 m  |
| 3     | Oswaldo Wenzel  | CHI  | 58,845 m |

Finale: 28. Mai

### Zehnkampf Männer
| Platz | Athlet            | Land | Punkte |
| ----- | ----------------- | ---- | ------ |
| 1     | Juan Colín        | CHI  | 5931   |
| 2     | João Rehder Netto | BRA  | 5887   |
| 3     | Karsten Brodersen | CHI  | 5862   |

27. und 28. Mai

## Frauenwettbewerbe
Die Mannschaftswertung gewann die argentinische Mannschaft mit 27 Punkten vor den Chileninnen mit 21 Punkten und den Peruanerinnen mit 7 Punkten; Ecuador erhielt 5 Punkte und Bolivien keinen Punkt.

### 100-Meter-Lauf Frauen
| Platz | Athletin      | Land | Zeit   |
| ----- | ------------- | ---- | ------ |
| 1     | Carola Castro | ECU  | 12,6 s |
| 2     | Lelia Spuhr   | ARG  | 12,7 s |
| 3     | Julia Druskus | ARG  | 12,7 s |

Finale: 26. Mai
Carola Castro gewann die erste Medaille für Ecuador bei Südamerikameisterschaften.

### 200-Meter-Lauf Frauen
| Platz | Athletin      | Land | Zeit   |
| ----- | ------------- | ---- | ------ |
| 1     | Lelia Spuhr   | ARG  | 25,9 s |
| 2     | Carola Castro | ECU  | 26,2 s |
| 3     | Lily Warch    | CHI  | 27,1 s |

Finale: 28. Mai

### 80-Meter-Hürdenlauf Frauen
| Platz | Athletin         | Land | Zeit   |
| ----- | ---------------- | ---- | ------ |
| 1     | Sofia Dreyer     | ARG  | 12,5 s |
| 2     | Rosa Marticorena | PER  | 13,1 s |
| 3     | Olga Tassi       | ARG  | 13,1 s |

Finale: 28. Mai

### 4-mal-100-Meter-Staffel Frauen
| Platz | Athletinnen                                                      | Land | Zeit   |
| ----- | ---------------------------------------------------------------- | ---- | ------ |
| 1     | Julia Druskus Olga Tassi Elsa Irigoyen Lelia Spuhr               | ARG  | 49,5 s |
| 2     | Lily Warch Ilse Karlsruhe Maria Boecke de Keitel Raquel Martínez | CHI  | 50,8 s |
| 3     | Ivonne Abdala Julia Yañez Zoila Garces Benvenuto                 | PER  | 50,9 s |

Finale: 28. Mai

### Hochsprung Frauen
| Platz | Athletin          | Land | Höhe   |
| ----- | ----------------- | ---- | ------ |
| 1     | Ilse Barends      | CHI  | 1,45 m |
| 2     | Gabriela Sprenger | CHI  | 1,45 m |
| 3     | Lelia Spuhr       | ARG  | 1,45 m |

Finale: 25. Mai

### Weitsprung Frauen
| Platz | Athletin        | Land | Weite   |
| ----- | --------------- | ---- | ------- |
| 1     | Raquel Martínez | CHI  | 5,125 m |
| 2     | Olga Tassi      | ARG  | 5,12 m  |
| 3     | Zoila Garces    | PER  | 4,795 m |

Finale: 28. Mai

### Kugelstoßen Frauen
| Platz | Athletin      | Land | Weite    |
| ----- | ------------- | ---- | -------- |
| 1     | Ruth Caro     | ARG  | 11,225 m |
| 2     | Edith Klempau | CHI  | 10,96 m  |
| 3     | Kate Fastner  | ARG  | 10,71    |

Finale: 27. Mai

### Diskuswurf Frauen
| Platz | Athletin             | Land | Weite   |
| ----- | -------------------- | ---- | ------- |
| 1     | María Cristina Böcke | CHI  | 32,61 m |
| 2     | Ernestina Casaverde  | PER  | 30,61 m |
| 3     | Edith Klempau        | CHI  | 28,98 m |

Finale: 25. Mai

### Speerwurf Frauen
| Platz | Athletin     | Land | Weite    |
| ----- | ------------ | ---- | -------- |
| 1     | Ruth Caro    | ARG  | 36,845 m |
| 2     | Olga Merino  | CHI  | 31,91 m  |
| 3     | Kate Fastner | ARG  | 30,275 m |

Finale: 28. Mai

## Medaillenspiegel
| Medaillenspiegel Endstand nach 32 Entscheidungen | Medaillenspiegel Endstand nach 32 Entscheidungen | Medaillenspiegel Endstand nach 32 Entscheidungen | Medaillenspiegel Endstand nach 32 Entscheidungen | Medaillenspiegel Endstand nach 32 Entscheidungen | Medaillenspiegel Endstand nach 32 Entscheidungen |
| Platz                                            | Land                                             | Gold                                             | Silber                                           | Bronze                                           | Gesamt                                           |
| ------------------------------------------------ | ------------------------------------------------ | ------------------------------------------------ | ------------------------------------------------ | ------------------------------------------------ | ------------------------------------------------ |
| 1                                                | Brasilien                                        | 11                                               | 6                                                | 6                                                | 23                                               |
| 2                                                | Chile                                            | 10                                               | 11                                               | 10                                               | 31                                               |
| 3                                                | Argentinien                                      | 7                                                | 9                                                | 11                                               | 27                                               |
| 4                                                | Peru                                             | 3                                                | 5                                                | 5                                                | 13                                               |
| 5                                                | Ecuador                                          | 1                                                | 1                                                | -                                                | 2                                                |